# DJ Kool Herc
DJ Kool Herc, rodným jménem Clive Campbell (* 16. dubna 1955 Kingston) je jamajský diskžokej. Je označován za jednoho z prvních hiphopových umělců; začínal počátkem sedmdesátých let v newyorském Bronxu. Narodil se na Jamajce, ale ve svých dvanácti letech – v roce 1967 – se s rodiči přestěhoval do Bronxu. Přezdívku Kool Herc dostal v době, kdy byl členem skupiny umělců vytvářející graffiti.